# Ennery (Mosel·la)
Ennery és un municipi francès, situat al departament del Mosel·la i a la regió del Gran Est. L'any 2007 tenia 1.644 habitants.

## Demografia

### Població
El 2007 la població de fet d'Ennery era de 1.644 persones. Hi havia 591 famílies, de les quals 87 eren unipersonals (24 homes vivint sols i 63 dones vivint soles), 234 parelles sense fills, 230 parelles amb fills i 40 famílies monoparentals amb fills.
La població ha evolucionat segons el següent gràfic:
Habitants censats

### Habitatges
El 2007 hi havia 625 habitatges, 602 eren l'habitatge principal de la família i 23 estaven desocupats. 562 eren cases i 62 eren apartaments. Dels 602 habitatges principals, 471 estaven ocupats pels seus propietaris, 123 estaven llogats i ocupats pels llogaters i 9 estaven cedits a títol gratuït; 4 tenien una cambra, 13 en tenien dues, 45 en tenien tres, 129 en tenien quatre i 412 en tenien cinc o més. 508 habitatges disposaven pel capbaix d'una plaça de pàrquing. A 232 habitatges hi havia un automòbil i a 334 n'hi havia dos o més.

### Piràmide de població
La piràmide de població per edats i sexe el 2009 era:
| Homes | Edats   | Dones |
| ----- | ------- | ----- |
| 0     | 95 o +  | 0     |
| 0     | 90 a 94 | 12    |
| 0     | 85 a 89 | 4     |
| 8     | 80 a 84 | 0     |
| 4     | 75 a 79 | 28    |
| 20    | 70 a 74 | 16    |
| 40    | 65 a 69 | 32    |
| 48    | 60 a 64 | 44    |
| 40    | 55 a 59 | 60    |
| 92    | 50 a 54 | 56    |
| 84    | 45 a 49 | 96    |
| 52    | 40 a 44 | 76    |
| 48    | 35 a 39 | 68    |
| 76    | 30 a 34 | 44    |
| 48    | 25 a 29 | 60    |
| 36    | 20 a 24 | 64    |
| 104   | 15 a 19 | 44    |
| 76    | 10 a 14 | 100   |
| 52    | 5 a 9   | 60    |
| 64    | 0 a 4   | 44    |

## Economia
El 2007 la població en edat de treballar era de 1.144 persones, 840 eren actives i 304 eren inactives. De les 840 persones actives 787 estaven ocupades (420 homes i 367 dones) i 53 estaven aturades (24 homes i 29 dones). De les 304 persones inactives 81 estaven jubilades, 125 estaven estudiant i 98 estaven classificades com a «altres inactius».

### Ingressos
El 2009 a Ennery hi havia 627 unitats fiscals que integraven 1.701,5 persones, la mediana anual d'ingressos fiscals per persona era de 21.360 €.

### Activitats econòmiques
Dels 220 establiments que hi havia el 2007, 8 eren d'empreses extractives, 1 d'una empresa alimentària, 6 d'empreses de fabricació de material elèctric, 2 d'empreses de fabricació d'elements pel transport, 12 d'empreses de fabricació d'altres productes industrials, 19 d'empreses de construcció, 49 d'empreses de comerç i reparació d'automòbils, 38 d'empreses de transport, 7 d'empreses d'hostatgeria i restauració, 4 d'empreses d'informació i comunicació, 9 d'empreses financeres, 12 d'empreses immobiliàries, 33 d'empreses de serveis, 14 d'entitats de l'administració pública i 6 d'empreses classificades com a «altres activitats de serveis».
Dels 28 establiments de servei als particulars que hi havia el 2009, 1 era una oficina de correu, 1 una oficina bancària, 1 funerària, 3 tallers de reparació d'automòbils i de material agrícola, 1 taller d'inspecció tècnica de vehicles, 2 autoescoles, 3 paletes, 6 lampisteries, 1 electricista, 2 perruqueries, 3 restaurants, 3 agències immobiliàries i 1 saló de bellesa.
Dels 6 establiments comercials que hi havia el 2009, 1 era un hipermercat, 1 una botiga de més de 120 m², 1 una sabateria, 1 una botiga de material de revestiment de parets i terra i 2 floristeries.
L'any 2000 a Ennery hi havia 5 explotacions agrícoles.

## Equipaments sanitaris i escolars
L'únic equipament sanitari que hi havia el 2009 era una farmàcia.
El 2009 hi havia 1 escola maternal i 1 escola elemental.

## Poblacions més properes
El següent diagrama mostra les poblacions més properes.